# سوناو توكوناغا
سوناو توكوناغا (باليابانية: 徳永直) (20 يناير 1899، كوماموتو في اليابان - 15 فبراير 1958، طوكيو في اليابان)؛ كاتب وروائي ياباني.

## روابط خارجية
- سوناو توكوناغا على موقع IMDb (الإنجليزية)
- سوناو توكوناغا على موقع قاعدة بيانات الفيلم (الإنجليزية)